# Guillermo Fernández Hierro
Guillermo Fernández Hierro, noto semplicemente come Guillermo (Bilbao, 23 maggio 1993), è un calciatore spagnolo, attaccante del NorthEast Utd.

## Carriera
Guillermo viene aggregato alle giovanili dell'Athletic Bilbao nel 2003. Sette anni più tardi viene convocato per la prima volta con la squadra B del club basco, selezione con a cui rimarrà legato per 3 anni e mezzo e con cui collezionerà ben 102 presenze in campionato. Promosso in prima squadra per le ottime prestazioni offerte, debutta in Liga il 9 novembre 2013, nella vittoria casalinga contro il Levante.
Segna la sua prima rete in competizioni ufficiali il 23 febbraio 2014, siglando il definitivo 2-0 inflitto al Betis.

## Statistiche

### Presenze e reti nei club
Statistiche aggiornate al 27 aprile 2025.
| Stagione               | Squadra                | Campionato             | Campionato | Campionato | Coppa nazionale | Coppa nazionale | Coppa nazionale | Coppe europee | Coppe europee | Coppe europee | Altre coppe | Altre coppe | Altre coppe | Totale | Totale |
| Stagione               | Squadra                | Comp                   | Pres       | Reti       | Comp            | Pres            | Reti            | Comp          | Pres          | Reti          | Comp        | Pres        | Reti        | Pres   | Reti   |
| ---------------------- | ---------------------- | ---------------------- | ---------- | ---------- | --------------- | --------------- | --------------- | ------------- | ------------- | ------------- | ----------- | ----------- | ----------- | ------ | ------ |
| 2010-2011              | Bilbao Athletic        | SDB                    | 15         | 3          | -               | -               | -               | -             | -             | -             | -           | -           | -           | 15     | 3      |
| 2011-2012              | Bilbao Athletic        | SDB                    | 28         | 1          | -               | -               | -               | -             | -             | -             | -           | -           | -           | 28     | 1      |
| 2012-2013              | Bilbao Athletic        | SDB                    | 39         | 13         | -               | -               | -               | -             | -             | -             | -           | -           | -           | 39     | 13     |
| 2013-2014              | Bilbao Athletic        | SDB                    | 26         | 13         | -               | -               | -               | -             | -             | -             | -           | -           | -           | 26     | 13     |
| Totale Bilbao Atheltic | Totale Bilbao Atheltic | Totale Bilbao Atheltic | 108        | 30         |                 | -               | -               |               | -             | -             |             | -           | -           | 108    | 30     |
| 2013-2014              | Athletic Bilbao        | PD                     | 9          | 1          | CR              | 0               | 0               | -             | -             | -             | -           | -           | -           | 9      | 1      |
| 2024-2025              | NorthEast Utd          | ISL                    | 18+1       | 5          | SC              | 2               | 1               | -             | -             | -             | DC          | 6           | 5           | 27     | 11     |
| Totale carriera        | Totale carriera        | Totale carriera        | 136        | 36         |                 | 2               | 1               |               | -             | -             |             | 6           | 5           | 144    | 42     |

## Palmarès

### Club
- Durand Cup: 1

NorthEast United: 2024